# Justyn Bonawentura Pranajtis
Justyn Bonawentura Pranajtis (ur. 27 lipca 1861 w Ponienupiach, zm. 28 stycznia 1917 w Petersburgu) – ksiądz katolicki pochodzenia litewskiego, hebraista, przez ówczesne władze kościelne uważany za znawcę Talmudu. Został zdyskredytowany na procesie Bejlisa.

## Edukacja i działalność naukowa
Pochodził z rodziny litewskich włościan. Edukację podstawową otrzymał w szkole w Gryszkabudzie. Następnie uczęszczał do gimnazjum klasycznego w Mariampolu, w 1878 wstąpił do seminarium duchownego w Sejnach. Od 1883 studiował na Rzymskokatolickiej Cesarskiej Akademii Duchownej w Sankt Petersburgu (1886 otrzymał święcenia kapłańskie). Po ukończeniu studiów otrzymał katedrę języka hebrajskiego tej uczelni. Jako prefekt był też tam profesorem liturgiki i śpiewu kościelnego. W 1895 r. (do 1896) został za działalność patriotyczną zesłany do Tweru. Nauczał też religii w szkołach wojskowych w Petersburgu. Założył także kaplicę w II Korpusie Kadetów, która ogniskowała życie tamtejszych elit katolickich (nabożeństwa odprawiano po polsku, litewsku, niemiecku i francusku).

## Aktywność duszpasterska
W 1902 r. objął stanowisko proboszcza Taszkentu i całego Turkiestanu. Budował kaplice i kościoły w takich miejscowościach, jak: Krasnowodsk, Kiził-Arwat, Merwa, Czardżaj, Buchara, Samarkanda, Kokanda, Margelan, Andyżan, Wierne, Kazalińsk, Aszchabad, Dżarkient, Termez i Taszkent, gdzie kilkutysięczna polska społeczność ufundowała kościół najszybciej. Kontrowersje związane z udziałem ks. Pranajtisa w procesie Bejlisa sprawiły, że powrócił do Petersburga, gdzie zmarł. Pogrzeb, po przewiezieniu ciała, odbył się 10 lutego 1917 r. w Taszkencie, trumnę z ciałem wmurowano w kościele, który zbudował.

## Proces Bejlisa
W 1913 r. powołany jako biegły w procesie Bejlisa. Pranajtis twierdził, iż zamordowanie chłopca było rytuałem religijnym, co pokrywało się z ówczesną wiarą wielu Rosjan w to, iż Żydzi w swojej liturgii wykorzystują krew chrześcijan. Podczas procesu ujawniła się niewiedza Pranajtisa jako znawcy Talmudu. Zadawano mu pytania, co znaczą terminy hullin, erubin, Yebamot. Za każdym razem odpowiadał, że nie wie. Pranajtis twierdził także, że wszyscy papieże zawsze wierzyli w mordy rytualne. Pismo z Watykanu zadało temu kłam.
W 1916 r. po przyjeździe do Petersburga ciężko zachorował. Został umieszczony w szpitalu. Zmarł prawdopodobnie na skutek otrucia.

## Dorobek i krytyka
Autor pracy Chrześcijanin w Talmudzie żydowskim (Christianus in Talmude Iudaeorum) wydanej po łacinie 1892 r. Dwa lata później książka została przetłumaczona na język niemiecki, w 1911 r. także na rosyjski, oraz na inne języki. Późniejsze tłumaczenia miały często charakter popularny. W edycji łacińskiej, obok cytatów talmudycznych podany jest tekst w języku hebrajskim, literatura talmudyczna oraz biblioteki, w których można ją odnaleźć. Obecnie pracy tej zarzuca się tendencyjne wykorzystywanie tekstów talmudycznych.
Pranajtis opierał się na niemieckim nierzetelnym przekładzie Talmudu, korzystał także z książek antysemity ks. Augusta Rohlinga.